# 東京美工
株式会社東京美工（とうきょうびこう）は、主にテレビ番組や映画の美術に行われ、装飾・小道具を制作する日本の会社。

## 会社概要

### 所在地
- 本社 - 東京都港区赤坂5-5-12　ルー・ド赤坂7F
- 営業一部
  - 神奈川県横浜市青葉区もえぎ野28-1　杉浦ビル2F
  - NHK放送センター内 - 東京都渋谷区神南2-2-1
  - TBS緑山スタジオ内 - 神奈川県横浜市青葉区緑山2100
- 営業二部
  - 東映東京撮影所内 - 東京都練馬区東大泉2-34-5
- 営業三部
  - TBS本社内 - 東京都港区赤坂5-3-6

### 役員
- 代表取締役社長：若松孝市
- 取締役統括本部長：森原毅
- 取締役総務部長：田向茂男
- 監査役：窪田治

### 会社取引先
- 株式会社TBSテレビ
- 東映株式会社
  - 株式会社東映テレビ・プロダクション
- 株式会社NHKアート
- 株式会社TBSアクト（旧 株式会社アックス）
- 株式会社テレビ朝日クリエイト

ほか

## 主な作品実績

### 映画
凡例
太字：現在公開中の作品または、これから公開する作品。

### テレビ
凡例
太字：現在放映中の作品または、これから放映する作品。
N：NHKアート
TO：東通
A：アックス
TA：TBSアクト
TC：テレビ朝日クリエイト

### 動画配信
凡例
太字：現在アーカイブで配信されている作品、これから配信する予定の作品。